# Kašpar Předák
Kašpar Předák (1790, Praha – 16. prosince 1860, Praha), někdy uváděný i jako Kašpar Předak, byl český architekt a stavitel z období klasicismu, působící zejména v Praze mezi lety 1840 až 1860.

## Život a dílo
Podrobnější údaje o životě a rodině tohoto stavitele nejsou známy. V letech 1806–1808 získal stavitelské vzdělání na tehdejším Královském českém stavovském technickém učilišti. Začínal jako zednický mistr v Praze, kde v roce 1844 získal měšťanské právo. Postupně se stal vyhledávaným stavitelem, který zpravidla pouze upravoval pro bohatou klientelu již existující stavby. Jeho jméno je často zmiňováno v souvislosti s klasicistními přestavbami významných nebo památkově chráněných objektů v Praze. Některé z jeho prací:
- stavební úpravy v Kounickém paláci v Panské ulici 890/7 na Novém Městě v Praze pro knížete Hugo Karla Salm-Reifferscheida (v letech 1843–1844)
- úpravy paláce Hochbergů z Hennersdorfu v Husově ulici 241/7 na Starém Městě (1844)
- přestavba Jesuitského dvora v Husově ulici 242/9 na nájemní dům (1844)[3]
- realizovaný návrh na úpravu Kaiseršteinského paláce (Malostranské náměstí 37/23) pro účely České spořitelny (1845)
- přestavba domu pánů z Kunštátu v Řetězové ulici 222/3 na Starém Městě a připojená budova Liliová 946/14 (1846–1847)
- přestavba měšťanského domu U Filipů, Nosticova ulice 467/7 na Malé Straně (1847)[4]
- úpravy Thunovského paláce v Thunovské ulici 180/14 na Malé Straně (především přestavba novogotické brány, 1850–1851)
- přestavba nárožní části a velký sál v Lichtenštejnském paláci na Malostranském náměstí 258/13 (kolem roku 1850)
- adaptace provozních budov Hergetovy cihelny v ulici U Lužického semináře 101/2 na Malé Straně (1857–1858)

Mimo Prahu je známá přestavba zámku v Klecanech do jeho nynější podoby v toskánském slohu (po požáru v roce 1857).